# Давіде Фараоні
Давіде Фараоні (італ. Davide Faraoni; нар. 25 жовтня 1991, Браччано) — італійський футболіст, захисник і півзахисник клубу «Верона».
Виступав за молодіжну збірну Італії.

## Клубна кар'єра
Народився 25 жовтня 1991 року в місті Браччано. Починав займатися футболом у структурі місцевого однойменного клубу, звідки 1998 року перебрався до системи підготовки гравців римського «Лаціо», а 2010 року приєднався до молодіжної команди «Інтернаціонале». В сезоні 2011/12 взяв участь у 14 матчах Серії A за головну команду «Інтера».
У подальшому також грав у найвищому італійському дивізіоні за «Удінезе» та «Кротоне», у Чемпіонаті Футбольної ліги за «Вотфорд» та в Серії B за «Перуджу» та «Новару».
На початку 2019 року перейшов до ще одного представника італійського другого дивізіону, «Верони». Влітку того року веронці повернули собі місце в Серії A, і Фараоні відновив регулярні виступи на найвизому рівні.

## Виступи за збірні
2006 року дебютував у складі юнацької збірної Італії (U-16), загалом на юнацькому рівні взяв участь у 28 іграх.
Згодом протягом 2010—2012 років залучався до лав молодіжної збірної Італії. На молодіжному рівні зіграв у 7 офіційних матчах.

## Статистика виступів

### Статистика клубних виступів
Станом на 7 листопада 2021
| Сезон               | Команда             | Чемпіонат           | Чемпіонат | Чемпіонат | Національний кубок | Національний кубок | Національний кубок | Континентальні кубки | Континентальні кубки | Континентальні кубки | Інші змагання | Інші змагання | Інші змагання | Усього | Усього |
| Сезон               | Команда             | Ліга                | Ігор      | Голів     | Ліга               | Ігор               | Голів              | Ліга                 | Ігор                 | Голів                | Ліга          | Ігор          | Голів         | Ігор   | Голів  |
| ------------------- | ------------------- | ------------------- | --------- | --------- | ------------------ | ------------------ | ------------------ | -------------------- | -------------------- | -------------------- | ------------- | ------------- | ------------- | ------ | ------ |
| 2011–12             | «Інтернаціонале»    | A                   | 14        | 1         | КІ                 | 1                  | 0                  | ЛЧ                   | 2                    | 0                    | СІ            | 1             | 0             | 18     | 1      |
| 2012–13             | «Удінезе»           | A                   | 11        | 0         | КІ                 | 0                  | 0                  | ЛЧ+ЛЄ                | 0+6                  | 0                    | -             | -             | -             | 17     | 0      |
| 2013–14             | «Вотфорд»           | ЧФЛ                 | 38        | 2         | КА+КЛ              | 2+3                | 1+1                | -                    | -                    | -                    | -             | -             | -             | 43     | 4      |
| 2014-січ. 2015      | «Удінезе»           | A                   | 0         | 0         | КІ                 | 0                  | 0                  | -                    | -                    | -                    | -             | -             | -             | 0      | 0      |
| січ.-черв. 2015     | «Перуджа»           | B                   | 15        | 1         | КІ                 | 0                  | 0                  | -                    | -                    | -                    | -             | -             | -             | 15     | 1      |
| 2015–16             | «Новара»            | B                   | 36        | 0         | КІ                 | 0                  | 0                  | -                    | -                    | -                    | -             | -             | -             | 36     | 0      |
| 2016–17             | «Удінезе»           | A                   | 5         | 0         | КІ                 | 0                  | 0                  | -                    | -                    | -                    | -             | -             | -             | 5      | 0      |
| Усього за «Удінезе» | Усього за «Удінезе» | Усього за «Удінезе» | 16        | 0         |                    | 0                  | 0                  |                      | 6                    | 0                    |               | -             | -             | 22     | 0      |
| 2017–18             | «Кротоне»           | A                   | 28        | 2         | КІ                 | 2                  | 0                  | -                    | -                    | -                    | -             | -             | -             | 30     | 2      |
| 2018-січ. 2019      | «Кротоне»           | B                   | 15        | 1         | КІ                 | 2                  | 0                  | -                    | -                    | -                    | -             | -             | -             | 17     | 1      |
| Усього за «Кротоне» | Усього за «Кротоне» | Усього за «Кротоне» | 43        | 3         |                    | 4                  | 0                  |                      | -                    | -                    |               | -             | -             | 47     | 3      |
| січ.-черв. 2019     | «Верона»            | B                   | 17+5      | 3         | КІ                 | 0                  | 0                  | -                    | -                    | -                    | -             | -             | -             | 22     | 3      |
| 2019–20             | «Верона»            | A                   | 36        | 5         | КІ                 | 1                  | 0                  | -                    | -                    | -                    | -             | -             | -             | 37     | 5      |
| 2020–21             | «Верона»            | A                   | 34        | 4         | КІ                 | 2                  | 0                  | -                    | -                    | -                    | -             | -             | -             | 36     | 4      |
| 2021–22             | «Верона»            | A                   | 11        | 2         | КІ                 | 1                  | 0                  | -                    | -                    | -                    | -             | -             | -             | 12     | 2      |
| Усього за «Верону»  | Усього за «Верону»  | Усього за «Верону»  | 98+5      | 14        |                    | 4                  | 0                  |                      | -                    | -                    |               | -             | -             | 107    | 14     |
| Усього за кар'єру   | Усього за кар'єру   | Усього за кар'єру   | 260+5     | 21        |                    | 14                 | 2                  |                      | 8                    | 0                    |               | 1             | 0             | 288    | 23     |